# Will Küpper
Will Küpper (* 11. Juni 1893 in Brühl, Rheinland; † 26. März 1972 in Düsseldorf) war ein deutscher Maler.

## Biografie
Seinen ersten Malunterricht erhielt er zusammen mit Max Ernst bei dessen Vater. 1907 beginnt er eine Lehre in einem Stoffgeschäft und bei einem Uhrmacher in Köln, die er nach einigen Wochen wieder abbrach.
Von 1907 bis 1913 besuchte er an der Kölner Kunstgewerbeschule die Zeichenklasse Robert Seufferts, war aber im Allgemeinen von der Ausbildung enttäuscht. 1912 besuchte er die Kölner Sonderbundausstellung, die auf ihn prägend wirkte. Während dieser Zeit lebte er auch einige Wochen zusammen mit Max Ernst in einer Studentenwohnung. 1914 arbeitete er, auf Empfehlung Seufferts, mit Ernst Ludwig Kirchner an einem Fries für die Werkbundausstellung in Köln. Aus dem Ersten Weltkrieg kehrte er als Soldat 1918 von der Westfront mit einer schweren Verwundung zurück.
Ab 1919 bis 1921 studierte er an der Kunstakademie Düsseldorf bei Willy Spatz und eröffnete sein Atelier auf der Rheindorfer Burg in Walberberg. 1921 wechselte er an die Kunstakademie München und besuchte dort Kurse bei Karl Caspar und Max Unold. In München blieb er bis 1923, bevor er an die Düsseldorfer Akademie zurückkehrte. 1926 beendete er sein Studium und war zuletzt Meisterschüler bei Heinrich Nauen.
Nach seinem Studium war er freischaffend tätig und erhielt noch im Jahr seiner Studienbeendigung den Auftrag für ein Wandbild im Düsseldorfer Planetarium. Während dieser Zeit wohnte er in der Nachbarschaft der Maler Otto Pankok und Richard Seewald sowie des Dichters Emil Barth.
1937 wurden bei der Aktion Entartete Kunst drei seiner Werke aus öffentlichem Besitz beschlagnahmt. Küpper zog sich zurück und malte fortan vor allem Stillleben und Darstellungen des arbeitenden Menschen. Während einer Bombardierung verlor er 1942 einen großen Teil seines bisherigen Schaffens.
2001 übernahm die Stadt Brühl den künstlerischen Nachlass von dessen Witwe Käte Küpper.

## Werke (Auswahl)
- 1919 Nach dem Krieg
- 1926 Mein kleiner Freund
- 1930 Stilleben mi Reliquiar
- 1933 Clown mit Kerze

## Mitgliedschaften
- 1928 Mitbegründer der Rheinischen Sezession
- 1928–30 Mitglied der Rheingruppe
- 1946 Mitbegründer der neugegründeten Rheinischen Sezession

## Ausstellungen (Auswahl)
- 1923 Galerie Alfred Flechtheim in Köln
- 1934 Haus der Kunst in Mönchengladbach
- 1942 Städtische Kunstsammlung in Duisburg
- 1942 Leopold-Hoesch-Museum in Düren
- 1949 Westdeutsche Künstlerbund Deutsche Malerei und Plastik der Gegenwart in Köln
- 1952 Suermondt-Museum in Aachen
- 1975 Galerie Linssen in Bonn
- 1993 Galerie am Schloss Brühl, Köln

## Sammlungen
- Suermondt-Museum Aachen
- Städtische Kunstsammlung in Belgrad, Düsseldorf und Duisburg
- Wallraf-Richartz-Museum Köln
- Städtische Museum in Neuss
- Städtische Galerie Schloss Oberhausen